# 楽学書局
楽学書局（らくがくしょきょく）は、台湾の出版社である。文学、歴史、哲学、芸術や人文関係の専門書の出版を行っている。正式社名は、楽学出版社有限公司（LEXIS BOOK CO., LTD）。
自社出版と並行して中国の出版社と提携し、中国大陸の書籍も販売している。

## 沿革
- 1996年（中華民国85年）に、楽学出版社有限公司を設立。

## 所在地
- 本社：台湾台北市大安区金山南路二段138号10階
- 電話02-2321-9033、FAX：02-2393-5835
- e-mail：Lexis@ms6.hinet.net